# F3F
Az F3F amerikai együléses, repülőgép-hordozóról és szárazföldről is bevethető vadász- és vadászbombázó repülőgép, melyet a Grumman repülőgépgyár fejlesztett ki az F2F vadászrepülőgép alapján.

## Története
1936-ban a gyártó a sorozatgyártáasú F3F–1 változat továbbfejlesztett változat elkészítését javasolta Wright R–1820–22 feltöltős csillagmotorral. Az Egyesült Államok Haditengerészete (US Navy) ez alapján egy XF3F–2 jelű prototípust rendelt, amely 1936 júniusában repült eiőször. A prototípuson nagyobb volt a beépített üzemanyagtartály, ezt a 81 darabos F3F-2 sorozat gépein is megtartották, amelyeket 1937 júliusa és 1938 májusa között adtak át. Az ezt követő sorozat az 1938 decembere és 1939 májusa között leszállított 27 darab F3F–3 volt, amelyeknek csak a kisebb légellenállású motorburkolatban, a megváltoztatott pilótafülke-tetőben és a szárny módosított belépőélében különböztek az F3F–2 sorozatgépektól. 1941 decemberére körülbelül 76 darab F3F típusú géppel repültek a kiképző egységeknél, és további 101 gép állt szállítás előtt hasonló egységekhez. A típust végül 1943 novemberében vonták ki a szolgálatból.

## Műszaki adatok (F3F–3)

### Geometriai méretek és tömegadatok
- Hossz: 7,06 m
- Magasság: 2,84 m
- Fesztávolság: 9,75 m
- Szárnyfelület: 24,15 m²
- Üres tömeg: 1490 kg
- Legnagyobb felszálló tömeg: 2175 kg

### Motor
- Motorok száma: 1 darab
- Típusa: Wright R–1820–22 Cyclone egykoszorús, kilenchengeres csillagmotor
- Maximális teljesítmény: 710 kW (950 LE)

### Repülési jellemzők
- Legnagyobb sebesség: 425 km/h (4658 m-es magasságon)
- Normál utazósebesség: 240 km/h
- Hatótáv: 1600 km
- Szolgálati csúcsmagasság: 10 120 m
- Emelkedőképesség: 14 m/s (tengerszinten)

### Fegyverzet
- Beépített fegyverzet:
  - egy darab 7,62 mm-es M1919 Browning géppuska 500 darabos lőszerjavadalmazással
  - egy darab 12,7 mm-es M2 Browning géppuska 200 darabos lőszerjavadalmazással
- Bombafegyverzet: 2 darab 52,6 kg-os Mk IV légibomba (mindkét félszárny latt egy-egy darab)

### Hasonló repülőgépek
- Avia B–534
- BF2C Goshawk
- F11C Goshawk
- Fiat CR.32
- Fiat CR.42
- Gloster Gladiator
- Polikarpov I–15
- Polikarpov I–153